# Португал, Элиэйзер-Зисе (Скулянский Ребе)
Элиэ́йзер-Зи́се Португа́л, при жизни известный также как Скулянский Ребе (Скуле́нер Ре́бе; идиш דער סקולענער רבי‎: дэр скуленэр рэбэ; среди последователей обыкновенно просто реб Лейзэр-Зисе (Зише); 17 октября 1898, Скуляны, Белецкий уезд, Бессарабская губерния — 18 августа 1982, Нью-Йорк) — хасидский цадик, основатель скулянской династии (1-й Скулянский Ребе).

## Биография
Скулянский (или Скуленский) Ребе, реб Элиэйзер-Зисе Португал, родился в приграничном бессарабском местечке Скуляны (идиш: Скулен; теперь Sculeni, или Скулены Унгенского района Молдовы) в семье скулянского раввина реб Исрул-Аврум Португала (?—1915), автора трактата «Шем в’шеарис Исроэл», и его жены Леи-Рейзл, дочери раввина Хаима из Сатанова. Некоторое время жил при дворе Штефанештского Ребе реб Матесл из Ружинской династии, учеником которого (а также и Бухушского Ребе) он себя считал всю жизнь. Здесь же подружился с другим хасидом Штефанештского Ребе, будущим Рыбницким Ребе реб Хаим-Занвл Абрамовичем. Рано проявил незаурядные способности и после смерти отца, в возрасте 17 лет был назначен раввином Скулян (1915). В конце 1930-х годов переехал в Черновицы ко двору Садагурского Ребе — реб Аврум-Янкев Фридмана. Во время Великой Отечественной войны был депортирован румынскими оккупационными властями в Черновицкое гетто, затем в Транснистрию.
После освобождения вместе с единственным сыном вернулся в Черновцы и в 1945 году выехал в Бухарест, где открыл приют для осиротевших в войну еврейских детей. В 1959 году арестован вместе с сыном по обвинению в шпионаже в пользу Израиля и США, но через год, после международного вмешательства, освобождён и весной 1960 года эмигрирует в США. Поселился в Бруклине, где основал международную сеть религиозных школ и благотворительности Хесед л’Аврум.
Реб Элиэйзер-Зисе Португал стал хасидским ребе только когда ему было уже за 60 лет, в середине 1960-х гг., когда в силу незаурядной харизмы к нему стали стекаться последователи. Он продолжал свою благотворительную деятельность до самой смерти, написал два богословских трактата («Ноам Элиэзер» и «Кедушас Элиэзер») и множество хасидских мелодий для собственной династии. В 1973 году он помог обосноваться в Бруклине своему давнему другу реб Хаим-Занвлу, Рыбницкому Ребе, незадолго до того покинувшему Рыбницу. Помимо Рыбницкого Ребе, реб Элиэйзер-Зисе был близок с Бухушским Ребе — реб Ицхок Фридманом из Спикова.
Ребе умер в 1982 году (похоронен в еврейском поселении Монси, штат Нью-Йорк) и новым Скулянским Ребе стал его единственный сын реб Исрул-Аврум, названный так в честь деда, раввина бессарабского местечка Скуляны. Теперь представители новой скулянской хасидской династии проживают в Бруклине, Монси и Монреале.

### Генеалогия
- p' Шая Шор Йосэр (из Ясс), автор «Келил Тиферес»
  - р' Исрул-Аврум Португал (прозванный Шем В’Шеарис по названию его известного трактата) — хасид Бухушского (реб Исрул-Шулэм-Йосэф Фридман) и Садагурского (реб Мордхэ-Йосэф Фридман) ребе
    - Элиэйзер-Зисе Португал, первый Скулянский Ребе
      - Реб Исрул-Аврум Португал, нынешний Скулянский Ребе